# William H. Webster
William Hedgcock Webster, född 6 mars 1924 i St. Louis, Missouri, död 8 augusti 2025 i Warrenton, Virginia, var en amerikansk federal domare och ämbetsman som var högste chef för FBI 1978–1987 samt för CIA 1987–1991.
Webster är hittills den ende person som har varit chef för både Federal Bureau of Investigation (FBI) och Central Intelligence Agency (CIA).

## Biografi
Webster tjänstgjorde under andra världskriget som officer i USA:s flotta från 1943 till 1946. Därefter tog han 1947 en bachelorexamen vid Amherst College i Amherst, Massachusetts. Två år senare erhöll Webster juristexamen vid Washington University in St. Louis School of Law. Han återgick till tjänstgöring i flottan under Koreakriget från 1950 till 1952. Efter återkomsten till det civila livet påbörjades en yrkeskarriär inom juridiken i den privata sektorn, men han skulle snart sadla om till den offentliga sektorn. Från 1960 till 1961 var han federal åklagare för Missouris östra distrikt, utnämnd av USA:s president Dwight Eisenhower. Han återgick till den privata sektorn 1961 och från 1964 till 1969 innehade han förtroende uppdraget som ledamot vid Missouri Board of Law Examiners.
Den 8 december 1970 nominerade president Richard Nixon honom till federal domare vid den federala distriktsdomstolen för Missouris östra distrikt. Nomineringen godkändes av USA:s senat och Webster tillträdde domarbefattningen 21 december samma år. Nixon nominerade honom till en högre domarbefattning 13 juni 1973, domare vid United States Court of Appeals for the Eighth Circuit. Efter senatens godkännande tillträdde han 18 juli samma år, men valde att frivilligt lämna domarposten 1978 eftersom president Jimmy Carter då nominerade honom till chefsposten för Federal Bureau of Investigation (FBI).
1987 utsågs Webster av president Ronald Reagan till chefsposten för Central Intelligence Agency (CIA). Websters utnämning till CIA-chef ägde rum i kölvattnet av uppdagandet av Iran–Contras-affären då det ansågs önskvärt med en person från rättsväsendet där för att styra upp eventuella oegentligheter. Webster kvarstod som CIA-chef och chef för USA:s underrättelsesamfund in i George H.W. Bushs administration och avtackades vid avgången med att tilldelas presidentens frihetsmedalj.
Efter tiden som anställd i USA:s federala statsmakt började han att åter 1991 utöva juristyrket i den privata sektorn, som partner i firman Milbank, Tweed, Hadley & McCloy vid dess kontor i Washington, D.C., med internutredningar som specialitet. Han hade flera hederstitlar från åtskilliga universitet. Webster var seniorrådgivare vid den opolitiska tankesmedjan Center for Strategic and International Studies (CSIS). Från 2005 till 2020 deltog han som ledamot i Homeland Security Advisory Council, ett rådgivande organ till USA:s inrikessäkerhetsminister (efter 2020 som emeritus).